# Екатерина Ковалевска
Екатерина Валентиновна Ковалевска (на руски: Екатерина Валентиновна Ковалевская) е руска шахматистка, гросмайстор при жените през 1998 г. и международен майстор през 2004 г.
Екатерина Ковалевска е родена на 17 април 1974 г. в град Ростов на Дон, Руска СФСР. Учи в Ростовското регионално училище за висше спортно майсторство № 1. Прави първите си стъпки в шаха в продължение на 6 години (1979 – 1985) в местния шахматен клуб „Слон“ на Дворецът на културата „Ростселмаш“. Първи неин треньор е кандидат за майстор на спорта по шах Кансин Владимир Михайлович.
Тя е Вицесветовен шампион през 2004 г., трети медалист през 2000 г. Вицешампион на Европа 2000 и 2001 Шампион на Русия 1994 и 2000 г. Участник в шест световни шахматни олимпиади като част от руския женски отбор (1994, 1998, 2000, 2002, 2004, 2006). Като част от руския национален отбор тя заема първо място в европейското отборно първенство за жени, което се провежда в Гърция през 2007 г.